# Fußball-Club Sachsen Leipzig 1990 1997-1998
Questa voce raccoglie le informazioni riguardanti il Fußball-Club Sachsen Leipzig 1990 nelle competizioni ufficiali della stagione 1997-1998.

## Stagione
Nella stagione 1997-1998 il Sachsen Lipsia, allenato da Gerd Schädlich, Klaus Georgi, Carsten Sänger e Frank Rohde, concluse il campionato di Regionalliga nordest al 4º posto.

## Rosa
| N. |                                 | Ruolo | Calciatore           |
| -- | ------------------------------- | ----- | -------------------- |
| 4  | Ungheria (bandiera)             | D     | Béla Virág           |
| 5  | Germania (bandiera)             | C     | Frank Rietschel      |
| 10 | Bosnia ed Erzegovina (bandiera) | A     | Almir Filipović      |
|    | Germania (bandiera)             | P     | Daniel Fröhlich      |
|    | Germania (bandiera)             | P     | Frank Schöne         |
|    | Germania (bandiera)             | P     | Marco Sejna          |
|    | Germania (bandiera)             | D     | Steffen Hammermüller |
|    | Germania (bandiera)             | D     | Holger Krauß         |
|    | Germania (bandiera)             | D     | Roman Müller         |
|    | Germania (bandiera)             | D     | Sandro Raschke       |
|    | Germania (bandiera)             | D     | Carsten Sänger       |

| N. |                                 | Ruolo | Calciatore            |
| -- | ------------------------------- | ----- | --------------------- |
|    | Germania (bandiera)             | D     | Steffen Ziffert       |
|    | Germania (bandiera)             | C     | Sven Baum             |
|    | Germania (bandiera)             | C     | Mark Gerloff          |
|    | Germania (bandiera)             | C     | Sven Kaiser           |
|    | Ungheria (bandiera)             | C     | Attila Kriston        |
|    | Bosnia ed Erzegovina (bandiera) | C     | Miloš Nedić           |
|    | Croazia (bandiera)              | C     | Kujtim Shala          |
|    | Lituania (bandiera)             | C     | Vidmantas Vysniauskas |
|    | Ucraina (bandiera)              | A     | Oleg Golovan          |
|    | Croazia (bandiera)              | A     | Boris Lucic           |
|    | Nigeria (bandiera)              | A     | Ojokojo Torunarigha   |

## Organigramma societario
Area tecnica
- Allenatore: Frank Rohde
- Allenatore in seconda:
- Preparatore dei portieri:
- Preparatori atletici:
- Analisi video:

## Calciomercato

### Sessione estiva
| Acquisti | Acquisti        | Acquisti          | Acquisti |
| R.       | Nome            | da                | Modalità |
| -------- | --------------- | ----------------- | -------- |
| D        | Roman Müller    | BFC Dynamo        |          |
| C        | Sven Baum       | Dinamo Dresda     |          |
| A        | Almir Filipović | Siófok            |          |
| A        | Boris Lucic     | Zwickau           |          |
| A        | Mike Lünsmann   | LR Ahlen          |          |
| C        | Miloš Nedić     | Carl Zeiss Jena   |          |
| D        | Carsten Sänger  | Carl Zeiss Jena   |          |
| P        | Marco Sejna     | TeBe Berlino      |          |
| C        | Kujtim Shala    | Lokomotive Lipsia |          |
| D        | Béla Virág      | Siófok            |          |

| Cessioni | Cessioni           | Cessioni          | Cessioni |
| R.       | Nome               | a                 | Modalità |
| -------- | ------------------ | ----------------- | -------- |
| A        | Abubaker Ben-Krema | Wuppertal         |          |
| D        | Jens Kahdemann     | VfL Halle 1896    |          |
| C        | Daniel Küttner     | Lokomotive Lipsia |          |
| D        | Rico Pellmann      | FV Zeulenroda     |          |
| P        | Ingo Saager        | Lok Stendal       |          |
| A        | André Schönitz     | VfL Halle 1896    |          |

### Sessione invernale
| Acquisti | Acquisti | Acquisti | Acquisti |
| R.       | Nome     | da       | Modalità |
| -------- | -------- | -------- | -------- |

| Cessioni | Cessioni      | Cessioni     | Cessioni |
| R.       | Nome          | a            | Modalità |
| -------- | ------------- | ------------ | -------- |
| C        | Torsten Feetz | Eilenburg    |          |
| A        | Mike Lünsmann | TeBe Berlino |          |

## Risultati

### Regionalliga

#### Girone di andata
| Arbitro: | Fleske |

|  |           |               |
|  | Marcatori | 67’ Filipović |

| Arbitro: | Blumenstein |

|                                     |           |  |
| Lünsmann 34’ Golovan 63’ Kaiser 82’ | Marcatori |  |

| Berlino 10 agosto 1997, ore 14:00 CEST 3ª giornata | Union Berlino | 0 – 0 referto | Sachsen Lipsia | Stadio An der Alten Försterei (2 804 spett.)\| Arbitro: \| Spickenagel \| |
| Arbitro:                                           | Spickenagel   |               |                |                                                                           |

| Arbitro: | Haack |

|                               |           |  |
| Lünsmann 40’ Golovan 65’, 81’ | Marcatori |  |

| Arbitro: | Sturm |

|                   |           |  |
| Lünsmann 58’, 65’ | Marcatori |  |

| Arbitro: | Kruse |

|            |           |  |
| Markov 27’ | Marcatori |  |

| Arbitro: | Voigt |

|                                       |           |              |
| Lünsmann 4’, 62’, 90’ Bach 80’ (aut.) | Marcatori | 79’ Spranger |

| Arbitro: | Reck |

|            |           |            |
| Lorenz 56’ | Marcatori | 13’ Müller |

| Arbitro: | Heynemann |

|                                                                      |           |            |
| Müller 8’ Lünsmann 12’, 55’, 80’ Golovan 76’ Hammermüller 88’ (rig.) | Marcatori | 43’ Wagner |

| Arbitro: | Fleske |

|                                 |           |                 |
| Ullmann 68’ Bittermann 74’, 86’ | Marcatori | 4’ Hammermüller |

| Arbitro: | Cyrklaff |

|              |           |  |
| Lünsmann 43’ | Marcatori |  |

| Arbitro: | Scheibel |

|  |           |                       |
|  | Marcatori | 1’ Lünsmann 76’ Lucic |

| Arbitro: | Kruse |

|                                                                             |           |  |
| Hammermüller 38’ Vysniauskas 44’ Müller 58’ Lünsmann 71’, 89’ Filipović 78’ | Marcatori |  |

| Arbitro: | Binkowski |

|                               |           |                   |
| Kampf 56’ Röver 80’ Laars 89’ | Marcatori | 10’ (aut.) Möller |

| Arbitro: | Fröhlich |

|                             |           |  |
| Vysniauskas 43’ Golovan 85’ | Marcatori |  |

| Arbitro: | Kiefer |

|  |           |                                      |
|  | Marcatori | 57’ Müller 66’ Golovan 85’ Filipović |

| Arbitro: | Keßler |

|                           |           |                        |
| Filipović 34’ Ziffert 61’ | Marcatori | 25’ Milde 80’ Reckmann |

#### Girone di ritorno
| Arbitro: | Weise |

|                                       |           |  |
| Filipović 13’ Lünsmann 28’ Müller 72’ | Marcatori |  |

| Arbitro: | Kruse |

|  |           |                                 |
|  | Marcatori | 4’, 80’, 83’ Golovan 79’ Kaiser |

| Arbitro: | Weber |

|                       |           |                                       |
| Shala 43’ Golovan 87’ | Marcatori | 54’ Novacic 62’ Petrowsky 83’ Küntzel |

| Arbitro: | Keßler |

|           |           |  |
| Buder 65’ | Marcatori |  |

| Arbitro: | Scheibel |

|                                                      |           |  |
| Koslov 33’, 65’ Tews 37’ Nowak 44’ (rig.) Treitl 69’ | Marcatori |  |

| Lipsia 21 febbraio 1998, ore 14:00 CET 23ª giornata | Sachsen Lipsia | 0 – 0 referto | TeBe Berlino | Alfred-Kunze-Sportpark (3 456 spett.)\| Arbitro: \| Fleske \| |
| Arbitro:                                            | Fleske         |               |              |                                                               |

| Arbitro: | Müller |

|               |           |  |
| Zapyshnyi 75’ | Marcatori |  |

| Arbitro: | Cyrklaff |

|                                      |           |                   |
| Filipović 2’ Hammermüller 60’ (rig.) | Marcatori | 7’ Fuß 18’ Kuhlow |

| Arbitro: | Richter |

|                                     |           |  |
| Schwöbel 18’ Kremser 32’ Schade 51’ | Marcatori |  |

| Arbitro: | Blumenstein |

|                |           |           |
| Torunarigha 7’ | Marcatori | 12’ Kunze |

| Arbitro: | Ströhl |

|               |           |              |
| Wiedemann 81’ | Marcatori | 8’ Filipović |

| Arbitro: | Dommaschk |

|                         |           |          |
| Filipović 60’, 85’, 86’ | Marcatori | 70’ Otto |

| Arbitro: | Robel |

|                |           |                  |
| Manai 50’, 54’ | Marcatori | 77’ Hammermüller |

| Arbitro: | Haack |

|                         |           |  |
| Hammermüller 54’ (rig.) | Marcatori |  |

| Arbitro: | Zschoke |

|                       |           |                  |
| Miftari 77’ Sadlo 81’ | Marcatori | 71’ Hammermüller |

| Arbitro: | Weise |

|                         |           |               |
| Lucic 59’ Filipović 82’ | Marcatori | 90’ Podvorica |

| Arbitro: | Bley |

|           |           |             |
| Milde 43’ | Marcatori | 74’ Golovan |

## Statistiche

### Statistiche di squadra
| Competizione         | Punti | In casa | In casa | In casa | In casa | In casa | In casa | In trasferta | In trasferta | In trasferta | In trasferta | In trasferta | In trasferta | Totale | Totale | Totale | Totale | Totale | Totale | DR  |
| Competizione         | Punti | G       | V       | N       | P       | Gf      | Gs      | G            | V            | N            | P            | Gf           | Gs           | G      | V      | N      | P      | Gf     | Gs     | DR  |
| -------------------- | ----- | ------- | ------- | ------- | ------- | ------- | ------- | ------------ | ------------ | ------------ | ------------ | ------------ | ------------ | ------ | ------ | ------ | ------ | ------ | ------ | --- |
| Regionalliga nordest | 56    | 17      | 12      | 4       | 1       | 43      | 12      | 17           | 4            | 4            | 9            | 17           | 24           | 34     | 16     | 8      | 10     | 60     | 36     | +24 |
| Totale               | 56    | 17      | 12      | 4       | 1       | 43      | 12      | 17           | 4            | 4            | 9            | 17           | 24           | 34     | 16     | 8      | 10     | 60     | 36     | +24 |

### Andamento in campionato
| Giornata  | 1 | 2 | 3 | 4 | 5 | 6 | 7 | 8 | 9 | 10 | 11 | 12 | 13 | 14 | 15 | 16 | 17 | 18 | 19 | 20 | 21 | 22 | 23 | 24 | 25 | 26 | 27 | 28 | 29 | 30 | 31 | 32 | 33 | 34 |
| --------- | - | - | - | - | - | - | - | - | - | -- | -- | -- | -- | -- | -- | -- | -- | -- | -- | -- | -- | -- | -- | -- | -- | -- | -- | -- | -- | -- | -- | -- | -- | -- |
| Luogo     | T | C | T | C | C | T | C | T | C | T  | C  | T  | C  | T  | C  | T  | C  | C  | T  | C  | T  | T  | C  | T  | C  | T  | C  | T  | C  | T  | C  | T  | C  | T  |
| Risultato | V | V | N | V | V | P | V | N | V | P  | V  | V  | V  | P  | V  | V  | N  | V  | V  | P  | P  | P  | N  | P  | N  | P  | N  | N  | V  | P  | V  | P  | V  | N  |
| Posizione | 5 | 1 | 3 | 1 | 1 | 4 | 3 | 3 | 2 | 4  | 2  | 2  | 2  | 2  | 2  | 2  | 2  | 2  | 2  | 2  | 2  | 3  | 2  | 2  | 2  | 5  | 6  | 6  | 2  | 4  | 3  | 4  | 3  | 4  |

Legenda:

Luogo: C = Casa; T = Trasferta. Risultato: V = Vittoria; N = Pareggio; P = Sconfitta.

### Statistiche dei giocatori
| S. Baum         | 16 | 0  | 1  | 0 |
| T. Feetz        | 7  | 0  | 0  | 0 |
| A. Filipović    | 29 | 11 | 10 | 0 |
| D. Fröhlich     | 5  | 0  | 0  | 0 |
| M. Gerloff      | 15 | 0  | 2  | 1 |
| O. Golovan      | 32 | 11 | 3  | 1 |
| S. Hammermüller | 33 | 7  | 2  | 1 |
| S. Kaiser       | 28 | 2  | 1  | 0 |
| H. Krauß        | 11 | 0  | 0  | 1 |
| A. Kriston      | 11 | 0  | 2  | 0 |
| B. Lucic        | 28 | 2  | 11 | 0 |
| M. Lünsmann     | 17 | 15 | 1  | 0 |
| R. Müller       | 18 | 5  | 4  | 1 |
| M. Nedić        | 13 | 0  | 3  | 0 |
| S. Raschke      | 2  | 0  | 0  | 0 |
| F. Rietschel    | 18 | 0  | 3  | 2 |
| F. Schöne       | 3  | 0  | 0  | 0 |
| M. Sejna        | 26 | 0  | 0  | 0 |
| K. Shala        | 21 | 1  | 7  | 0 |
| C. Sänger       | 17 | 0  | 2  | 0 |
| O. Torunarigha  | 6  | 1  | 0  | 0 |
| B. Virág        | 30 | 0  | 12 | 1 |
| V. Vysniauskas  | 34 | 2  | 5  | 0 |
| S. Ziffert      | 13 | 1  | 6  | 0 |